# Ołeh Anhelski

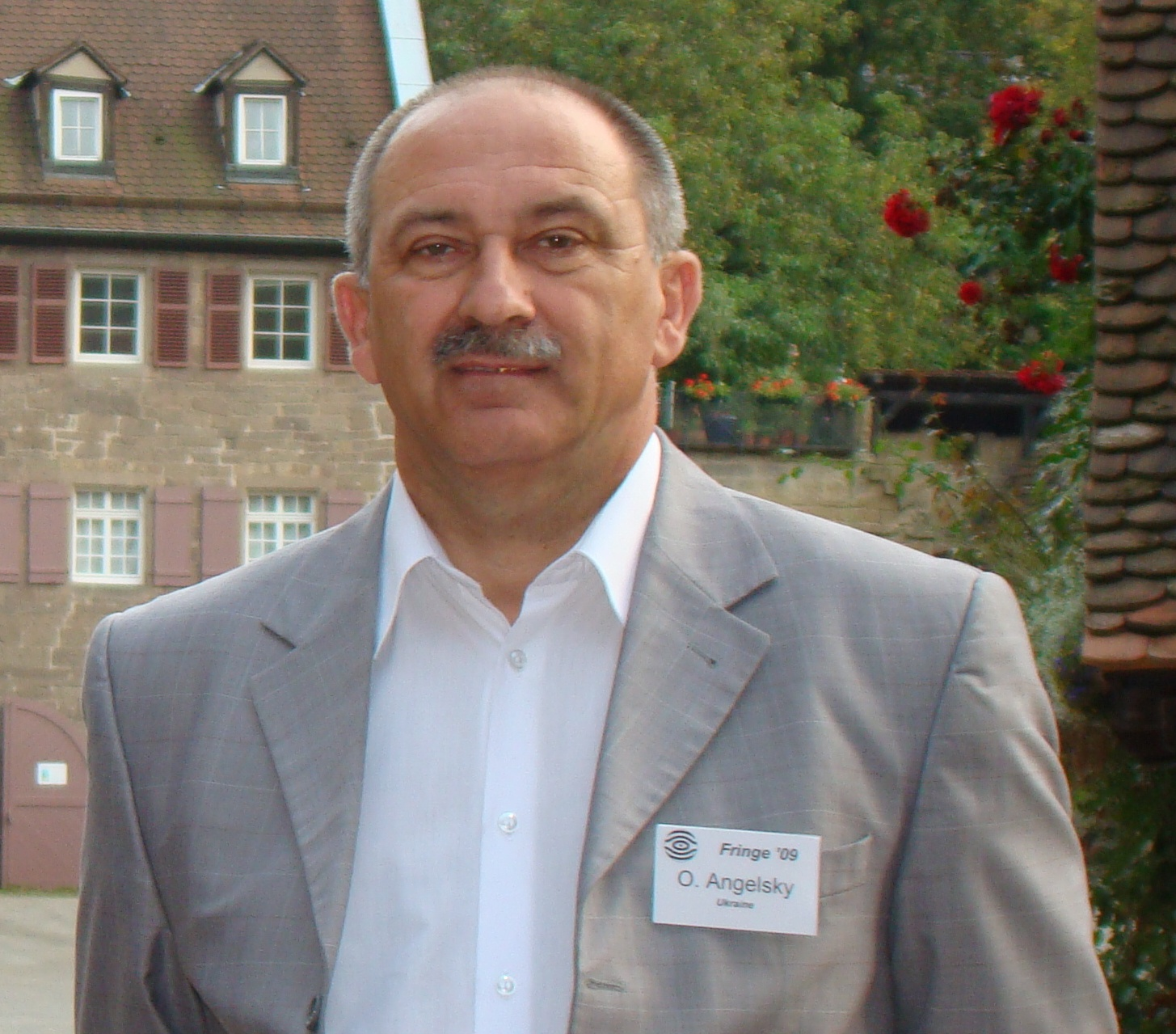
Profesor Ołeh Anhelski

Ołeh Anhelski (ukr. Оле́г В'ячесла́вович Анге́льський) (ur. 5 maja 1957 we wsi Selatyn w rejonie putylskim obwodu czerniowieckiego) – ukraiński inżynier-optyk, doktor nauk matematyczno-fizycznych (1991), profesor Uniwersytetu im. Jurija Fedkowycza w Czerniowcach (1991), członek Akademii Nauk Szkół Wyższych Ukrainy, Zasłużony Działacz nauki i techniki Ukrainy.
Jest pierwszym Ukraińcem odznaczonym przez Międzynarodową Komisję Optyki nagrodą ICO Galileo Galilei Award (2007) ufundowaną przez Società Italiana di Ottica e Fotonica.

## Życiorys
Profesor Anhelski ukończył w roku 1979 Uniwersytet w Czerniowcach. W latach 1979–1982 odbył aspiranturę tejże uczelni w specjalności „optyka”. Od roku 1982 jest pracownikiem naukowym macierzystej uczelni – w latach 1984–1990 jako docent przy katedrze optyki korelacyjnej, od roku 1987 kierownik katedry optyki korelacyjnej, od roku 1997 dziekan wydziału inżynieryjno-technicznego.
W roku 1983 obronił pracę kandydacką w Instytucie Fizyki Akademii Nauk Ukrainy.
W roku 1990 obronił pracę doktorską w specjalności „optyka” na Uniwersytecie im. Czernyszewskiego w Saratowie.
Profesor Anhelski zajmuje się holografią, optyką statystyczną i korelacyjną, diagnostyką optyczną szorstkich powierzchni. Jest autorem ponad 300 prac naukowych publikowanych w renomowanych międzynarodowych czasopismach naukowych, a także autorem i współautorem sześciu monografii opublikowanych w Stanach Zjednoczonych Ameryki
Jest członkiem kolegiów redakcyjnych międzynarodowych czasopism naukowych „Optica Applicata”, „Journal of Optics A: Pure and Applied Optics”, „Ukrainian Journal of Physical Optics”, „Journal of Holography and Speckle”, „Open Optics Journal” oraz „SPIE Reviews”.
Jest też redaktorem tematycznym czasopisma „Optoelectronics Review”. Jest prezesem ukraińskiego towarzystwa Optyki Czystej i Stosowanej, a także inicjatorem i organizatorem wejścia Ukrainy do Europejskiego Towarzystwa Optycznego w roku 2009.

## Tytuły I nagrody
- Zasłużony działacz nauki i techniki Ukrainy
- Członek rzeczywisty Amerykańskiego Towarzystwa Optycznego (OSA)
- Członek rzeczywisty Międzynarodowego Towarzystwa Inżynierów Optyków (SPIE)
- Członek rzeczywisty Instytutu Fizyki Wielkiej Brytanii
- Uprzywilejowany fizyk Instytutu Naukowego Fizyki Wielkiej Brytanii
- Laureat Medalu im. Rożdestwieńskiego Rosyjskiego Towarzystwa Optycznego
- Laureat Nagrody Jarosława Mądrego Akademii Nauk Szkół Wyższych Ukrainy (1996)
- Laureat nagrody Międzynarodowej Komisji Optyki im Galileo Galilei